# ベルンハルト・ツア・リッペ
ベルンハルト・ツア・リッペ（Bernhard Prinz zur Lippe, 1872年8月26日 - 1934年6月19日）は、ドイツの諸侯リッペ侯家の侯子で、プロイセンの軍人。最後のリッペ侯レオポルト4世の弟。

## 生涯
リッペ＝ビースターフェルト伯家家長エルンストとその妻のヴァルテンスレーベン女伯カロリーネの間の第3子、次男として生まれた。全名はベルンハルト・カジミール・ヴィルヘルム・フリードリヒ・グスタフ・ハインリヒ・エドゥアルト（Bernhard Kasimir Wilhelm Friedrich Gustav Heinrich Eduard）である。
プロイセン陸軍に仕官し、最終階級は陸軍少将に至った。出生時の称号はリッペ＝ビースターフェルト伯だったが、1905年に兄レオポルトがリッペ侯に即位したのに伴い、リッペ侯子に昇格した。
パーダーボルン駐屯の第8驃騎兵連隊に所属していた際、同僚ボード・フォン・エインハウゼン伯爵の妻アルムガルトと恋仲になり、アルムガルトは夫と離婚した。1909年3月4日、エルバーにおいてアルムガルトと結婚し、間に2人の息子をもうけた。この結婚はリッペ侯家の家憲により貴賤結婚とされ、妻子はビースターフェルト伯爵（夫人）の称号を認められるに留まった。
1916年2月24日、兄レオポルト4世の裁可により、ベルンハルトの婚姻は対等結婚として追認され、妻子にはリッペ＝ビースターフェルト侯子（侯女）の称号と諸侯家の殿下（Durchlaucht）の敬称が認められた。2人の息子たちは、リッペ侯位継承権において最下位にあったが、この時の措置に伴って父に次ぐ順位に進んだ。

## 子女
妻との間に2人の息子をもうけた。
- ベルンハルト・レオポルト・フリードリヒ・エーバーハルト・ユリウス・クルト・カール・ゴットフリート・ペーター（1911年 - 2004年） - 1937年、オランダ女王ユリアナと結婚
- エルンスト・アシュヴィン・ゲオルク・カール・ハインリヒ・イグナツ（1914年 - 1988年） - 1951年、シモーヌ・アルヌーと結婚

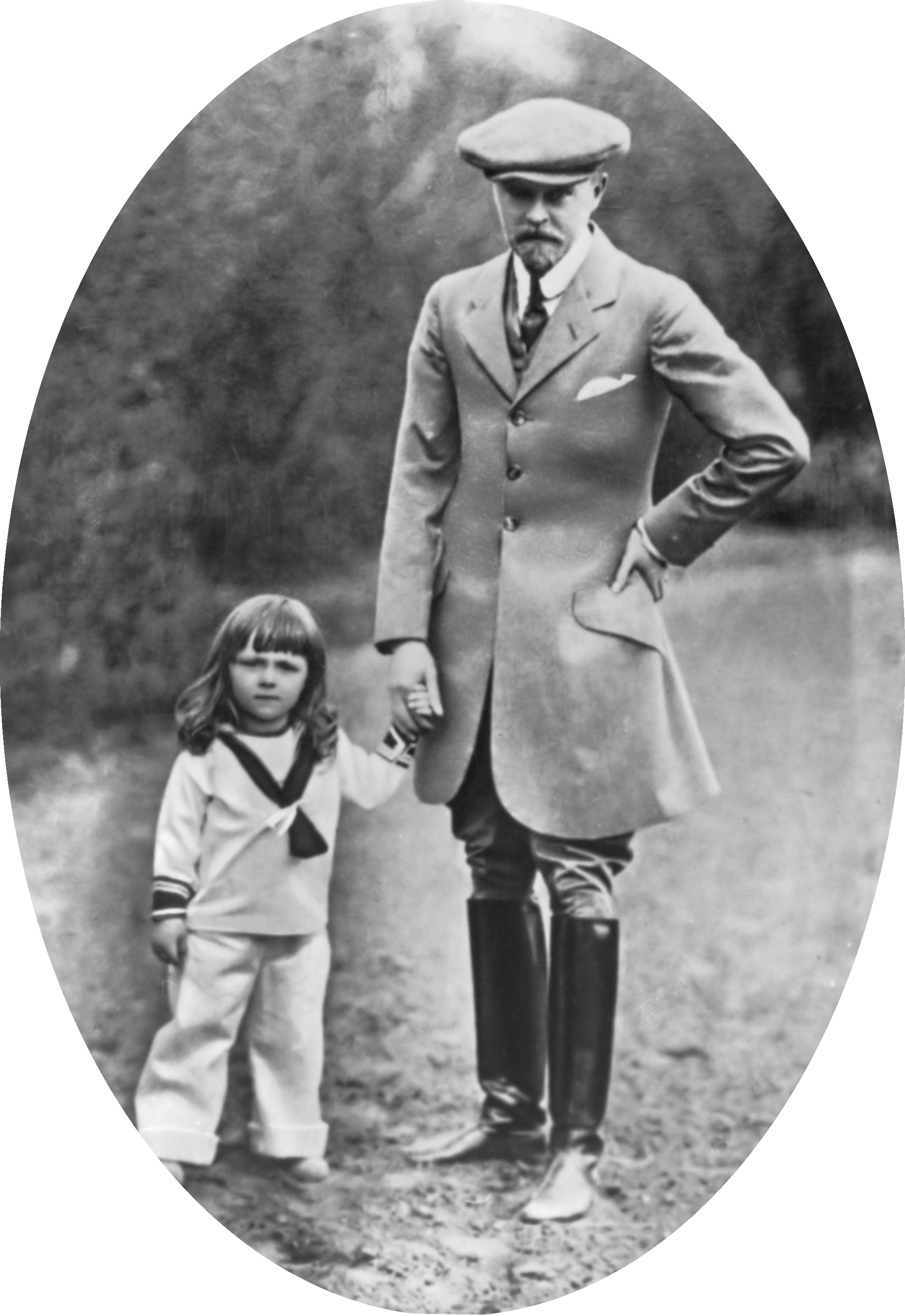
長男を連れたベルンハルト（1914年）